# César pentru cel mai bun film străin
Premiul César pentru cel mai bun film străin:
1976 
Profumo di donna - regia: Dino Risi
Aguirre, der Zorn Gottes – Werner Herzog
Nashville – Robert Altman
Trollflöjten – Ingmar Bergman
1977 
C'eravamo tanto amati - regia: Ettore Scola
Barry Lyndon – Stanley Kubrick
One Flew Over the Cuckoo's Nest – Milos Forman
Cría Cuervos – Carlos Saura
1978 
A Special Day - regia: Ettore Scola
Der Amerikanische Freund – Wim Wenders
Annie Hall – Woody Allen
Bread and Chocolate – Franco Brusati
1979 
The Tree of Wooden Clogs - regia: Ermanno Olmi
Höstsonaten – Ingmar Bergman
Julia – Fred Zinnemann
A Wedding – Robert Altman
1980 
Manhattan - regia: Woody Allen
Apocalypse Now – Francis Ford Coppola
Hair – Milos Forman
Die Blechtrommel (Toba de tinichea) – Volker Schlöndorff
1981 
Kagemusha - regia: Akira Kurosawa
Fame – Alan Parker
Kramer vs. Kramer – Robert Benton
The Rose – Mark Rydell
1982 
The Elephant Man - regia: David Lynch
Die Fälschung – Volker Schlöndorff
Raiders of the Lost Ark – Steven Spielberg
1983 
 Victor/Victoria - regia: Blake Edwards
E.T. the Extra-Terrestrial – Steven Spielberg
The French Lieutenant's Woman – Karel Reisz
Yol – Serif Gören and Yilmaz Güney
1984 
Fanny och Alexander - regia: Ingmar Bergman
Carmen – Carlos Saura
The Gods Must Be Crazy – Jamie Uys
Tootsie – Sydney Pollack
1985 
Amadeus - regia: Milos Forman
Greystoke: The Legend of Tarzan, Lord of the Apes – Hugh Hudson
Maria's Lovers – Andrei Konchalovsky
Paris, Texas – Wim Wenders
1986 
The Purple Rose of Cairo - regia: Woody Allen
Desperately Seeking Susan – Susan Seidelman
The Killing Fields – Roland Joffé
Ran – Akira Kurosawa
Year of the Dragon – Michael Cimino
1987 
Der Name der Rose - regia: Jean-Jacques Annaud
After Hours – Martin Scorsese
Hannah and Her Sisters – Woody Allen
The Mission – Roland Joffé
Out of Africa – Sydney Pollack
1988 
 The Last Emperor - regia: Bernardo Bertolucci
Der Himmel über Berlin – Wim Wenders
Intervista – Federico Fellini
Oci ciornie (Dark Eyes) – Nikita Mihalkov
The Untouchables – Brian De Palma
1989 
 Out of Rosenheim - regia: Percy Adlon
Bird – Clint Eastwood
Salaam Bombay! – Mira Nair
Who Framed Roger Rabbit – Robert Zemeckis
1990 
 Dangerous Liaisons - regia: Stephen Frears
Dom za vesanje – Emir Kusturica
Nuovo cinema Paradiso – Giuseppe Tornatore
Rain Man – Barry Levinson
Sex, Lies, and Videotape – Steven Soderbergh
1991 
 Dead Poets Society - regia: Peter Weir
Goodfellas – Martin Scorsese
Pretty Woman – Garry Marshall
Taxi Blues – Pavel Lungin
¡Átame! – Pedro Almodóvar
1992 
 Toto le héros - regia: Jaco van Dormael
Alice – Woody Allen
Dances with Wolves – Kevin Costner
The Silence of the Lambs – Jonathan Demme
Thelma & Louise – Ridley Scott
Urga – Nikita Mihalkov
1993 
 Tacones lejanos - regia: Pedro Almodóvar
L' Amant – Jean-Jacques Annaud
Howards End – James Ivory
Husbands and Wives – Woody Allen
The Player – Robert Altman
1994 
 The Piano - regia: Jane Campion
Ba wang bie ji – Kaige Chen
Manhattan Murder Mystery – Woody Allen
Raining Stones – Ken Loach
The Snapper – Stephen Frears
1995 
Four Weddings and a Funeral - regia: Mike Newell
 Pulp Fiction – Quentin Tarantino
 Schindler's List – Steven Spielberg
Short Cuts – Robert Altman
Caro diario – Nanni Moretti
1996 
 Land and Freedom - regia: Ken Loach
The Bridges of Madison County – Clint Eastwood
The Usual Suspects – Bryan Singer
Smoke – Wayne Wang Paul Auster
Underground – Emir Kusturica

1997
 Breaking the Waves - regia: Lars von Trier
 Fargo - Joel Coen
 The Promise (La promesse) - Luc Dardenne Jean-Pierre Dardenne
 Secrets & Lies - Mike Leigh
1998
 Brassed Off - regia: Mark Herman
 The English Patient - Anthony Minghella
 Everyone Says I Love You - Woody Allen
 Fireworks (Hana-bi) - Takeshi Kitano
 The Full Monty - Peter Cattaneo
1999
 Life is Beautiful (La vita è bella) - regia: Roberto Benigni
 The Celebration (Festen) - Thomas Vinterberg
 Central Station (Central do Brasil) - Walter Salles
 Saving Private Ryan - Steven Spielberg
 Titanic - James Cameron

## Anii 2000
2000
 All About My Mother (Todo sobre mi madre) - regia: Pedro Almodóvar
 Being John Malkovich - Spike Jonze
 Eyes Wide Shut - Stanley Kubrick
 The Thin Red Line - Terrence Malick
 Ghost Dog: The Way of the Samurai - Jim Jarmusch
2001
 In the Mood for Love (Fa yeung nin wa) - regia: Kar Wai Wong
 American Beauty - Sam Mendes
 Billy Elliot - Stephen Daldry
 Dancer in the Dark - Lars von Trier
 Yi yi: A One and a Two... (Yi yi) - Edward Yang
2002
 Mulholland Dr - regia: David Lynch
 The Man Who Wasn't There - Joel Coen
 Moulin Rouge! - Baz Luhrmann
 Traffic - Steven Soderbergh
 The Son's Room (La stanza del figlio) - Nanni Moretti
2003
 Bowling for Columbine - regia: Michael Moore
 Minority Report - Steven Spielberg
 Ocean's Eleven - Steven Soderbergh
 Painted Fire (Chihwaseon) - Kwon-taek Im
 Spirited Away (Sen to Chihiro no kamikakushi) - Hayao Miyazaki
2004
 Mystic River - regia: Clint Eastwood
 Gangs of New York - Martin Scorsese
 The Hours - Stephen Daldry
 Elephant - Gus Van Sant
 The Return (Vozvrashcheniye) - Andrei Zvyagintsev
2005
 Lost in Translation - regia: Sofia Coppola
 21 Grams - Alejandro González Iñárritu
 Eternal Sunshine of the Spotless Mind - Michel Gondry
 Fahrenheit 9/11 - Michael Moore
 The Motorcycle Diaries (Diarios de motocicleta) - Walter Salles
2006
 Million Dollar Baby - regia: Clint Eastwood
 A History of Violence - David Cronenberg
 Match Point - Woody Allen
 The Sea Inside (Mar adentro) - Alejandro Amenábar
 Walk on Water - Eytan Fox
2007
 Little Miss Sunshine - regia: Jonathan Dayton și Valerie Faris
 Babel - Alejandro González Iñárritu
 Brokeback Mountain - Ang Lee
 To Return (Volver) - Pedro Almodóvar
 The Queen - Stephen Frears
2008
 Viața celorlalți - regia: Florian Henckel von Donnersmarck
 4 luni, 3 săptămâni și 2 zile - Cristian Mungiu
 The Edge of Heaven - Fatih Akin
 We Own the Night - James Gray
 Eastern Promises - David Cronenberg
2009
 Waltz with Bashir - regia: Ari Folman
 Eldorado - Bouli Lanners
 Gomorrah - Matteo Garrone
 Into the Wild - Sean Penn
 The Silence of Lorna - Jean-Pierre și Luc Dardenne
 There Will Be Blood - Paul Thomas Anderson
 Two Lovers - James Gray

## Anii 2010
2010
 Gran Torino – regia: Clint Eastwood
 Avatar – regia: James Cameron
 Milk – regia: Gus Van Sant
 J'ai tué ma mère – regia: Xavier Dolan
 Panique au village – regia: Stéphane Aubier și Vincent Patar
 Das weiße Band – Eine deutsche Kindergeschichte – regia: Michael Haneke
 Slumdog Millionaire – regia: Danny Boyle
2011
 The Social Network – regia: David Fincher
 Inception – regia: Christopher Nolan
 Invictus – regia: Clint Eastwood
 Bright Star – Regie: Jane Campion
 Les amours imaginaires – regia: Xavier Dolan
 El secreto de sus ojos – regia: Juan José Campanella
 Illégal – regia: Olivier Masset-Depasse
2012
 Jodaeiye Nader az Simin (جدایی نادر از سیمین ) – regia: Asghar Farhadi
 Black Swan – regia: Darren Aronofsky
 Drive – regia: Nicolas Winding Refn
 The King’s Speech – regia: Tom Hooper
 Le gamin au vélo – regia: Jean-Pierre und Luc Dardenne
 Incendies – regia: Denis Villeneuve
 Melancholia – regia: Lars von Trier
2013
 Argo – regia: Ben Affleck
    À perdre la raison – regia: Joachim Lafosse
    'The Angels’ Share – regia: Ken Loach
 Rundskop'' – regia: Michaël R. Roskam
    En kongelig affære – regia: Nikolaj Arcel
 Laurence Anyways – regia: Xavier Dolan
 Oslo, 31. august – regia: Joachim Trier
2014
 The Broken Circle Breakdown – regia: Felix Van Groeningen
 Blancanieves – regia: Pablo Berger
 Blue Jasmine – regia: Woody Allen
 Dead Man Talking – regia: Patrick Ridremont
 Django Unchained – regia: Quentin Tarantino
 La grande bellezza – regia: Paolo Sorrentino
 Gravity – regia: Alfonso Cuarón
2015
 Mommy – regia: Xavier Dolan
 12 Years a Slave – regia: Steve McQueen
 Boyhood – regia: Richard Linklater
 Deux jours, une nuit – regia: Jean-Pierre und Luc Dardenne
 Ida – regia: Pawel Pawlikowski
 Grand Budapest Hotel – regia: Wes Anderson
 Kıș Uykusu – regia: Nuri Bilge Ceylan
2016
 Birdman – regia: Alejandro González Iñárritu
 Fiul lui Saul – regia: László Nemes
  I'm Dead but I Have Friends – regia: Guillaume Malandrin și Séphane Malandrin
  Mia Madre – regia: Nanni Moretti
 Taxi – regia: Jafar Panahi
   The Brand New Testament – regia: Jaco Van Dormael
    Youth – regia: Paolo Sorrentino